# Quimperlé
Quimperlé (bretonsko Kemperle) je naselje in občina v severozahodnem francoskem departmaju Finistère regije Bretanje. Naselje je leta 2008 imelo 11.088 prebivalcev.

## Geografija
Kraj leži v pokrajini Cornouaille ob sotočju rek Ellé in Isole, ki skupaj tvorita začetek estuarija reke Laïta, 44 km jugovzhodno od Quimperja.

## Uprava
Quimperlé je sedež istoimenskega kantona, v katerega so poleg njegove vključene še občine Baye / Bei, Clohars-Carnoët / Kloar-Karnoed, Mellac / Mellag in Tréméven / Tremeven-Kemperle z 20.566 prebivalci.
Kanton Quimperlé je sestavni del okrožja Quimper.

## Zanimivosti
- nekdanja benediktinska opatija sv. Križa, ustanovljena v letu 1029,
- nekdanja dominikanska opatija, ustanovljena v letu 1265, uničena med francosko revolucijo,
- cerkev Marijinega Vnebovzetja iz 13. stoletja,
- bolnišnica Frémeur, nekdanji srednjeveški hospic,
- most Lovignon iz 17. stoletja.